# Challenger de Helsinki 2013
El IPP Open 2013 fue un torneo de tenis profesional que se jugó en pistas duras. Se trató de la 13.ª edición del torneo que forma parte del ATP Challenger Tour 2013 . Tuvo lugar en Helsinki, Finlandia entre el 11 y el 17 de noviembre de 2013.

## Jugadores participantes del cuadro de individuales

### Cabezas de serie
| Favorito | País                  | Jugador               | Rank1 | Posición en el torneo |
| -------- | --------------------- | --------------------- | ----- | --------------------- |
| 1        | Bandera de Finlandia  | Jarkko Nieminen       | 39    | CAMPEÓN               |
| 2        | Bandera de Polonia    | Łukasz Kubot          | 71    | Primera ronda         |
| 3        | Bandera de Eslovaquia | Lukáš Lacko           | 74    | Cuartos de final      |
| 4        | Bandera de Rusia      | Yevgueni Donskoi      | 80    | Primera ronda         |
| 5        | Bandera de Alemania   | Jan-Lennard Struff    | 99    | Semifinales           |
| 6        | Bandera de Kazajistán | Andrey Golubev        | 100   | Primera ronda         |
| 7        | Bandera de Austria    | Andreas Haider-Maurer | 112   | Segunda ronda         |
| 8        | Bandera de Alemania   | Dustin Brown          | 126   | Primera ronda         |

- 1 Se ha tomado en cuenta el ranking del 4 de noviembre de 2013.

### Otros participantes
Los siguientes jugadores recibieron una invitación (wild card), por lo tanto ingresan directamente al cuadro principal (WC):
- Karen Jachanov
- Micke Kontinen
- Jarkko Nieminen
- Herkko Pöllänen

Los siguientes jugadores ingresan al cuadro principal tras disputar el cuadro clasificatorio (Q):
- Jacob Adaktusson
- Egor Gerasimov
- Denis Matsukevich
- Ante Pavić

## Campeones

### Individual Masculino
- Jarkko Nieminen derrotó en la final a  Ričardas Berankis por 6–3, 6–1.

### Dobles Masculino
- Henri Kontinen /  Jarkko Nieminen derrotaron en la final a  Dustin Brown /  Philipp Marx por 7–5, 5–7, [10–5].